# Ніндзято
Ніндзято  (яп. 忍者刀 — ніндзято:; яп. 忍者剣 — ніндзякен; 忍刀 — сінобігатана) — японський меч, який використовували ніндзя. Це короткий меч, викутий із набагато меншою старанністю, ніж катана чи таті. Сучасні ніндзято часто мають прямий клинок і квадратну цубу (гарду). Але оригінальні ніндзято були вигнутими. Деякі джерела стверджують, що ніндзято, на відміну від катани чи вакідзасі використовувався для нанесення, як ріжучих, так і колючих ударів. Однак основною функцією катани також був потужний ріжучий удар. Також стверджується, що ніндзято мав зворотний хват. Це теж неправильно: ніндзя боролися здебільшого у вузьких коридорах, де діяти широко не можна.
Оскільки японські ковалі-зброярі були тісно пов'язані з аристократією, найчастіше жодних контактів у ніндзя з ними не було. Тому звичайна, захоплена у самураїв зброя перероблялася для цілей  ніндзя. При цьому вони не відчували жодних відчуттів, тому що не визнавали ідеології самураїв та їх шанування меча. Залежно від необхідності клинки мечів укорочували.
За словами Хацумі Масаакі, ніндзято були різних форм та розмірів. Однак найчастіше вони були коротшими за катани, що використовуються самураями. З прямим клинком, але все одно злегка вигнутим. Типовий ніндзято був більше схожий на вакідзасі, що мав руків'я, як у катани та розміщувався в таких же піхвах. Це давало можливість вихопити меч швидше за противника і до того ж обдурити його, оскільки таке маскування аж ніяк не видавало справжню сутність ніндзя. Вільне місце в піхвах могло використовуватися для зберігання або приховування іншого інвентарю або необхідних речей. Коротший клинок у ряді випадків був недоліком, тому що противник міг значно скоротити дистанцію, але в ряді поєдинків це ж було і перевагою, оскільки ніндзя міг повною мірою використовувати малу довжину клинка, наприклад, в іайдо-поєдинку, коли потрібно витягнути меч і вразити супротивника якнайшвидше. Інші дослідники, втім, вважають, що коротший клинок давав перевагу ніндзя в тому плані, що його було куди легше приховати та, що важливо, він давав перевагу у бою в приміщенні: стіни та стелі значно перешкоджали використанню катани самураями в деяких прийомах нападу.
Як зазначалося, ніндзя суттєво переробляли мечі самураїв, роблячи їх ніндзято. Усі частини, крім клинка, для використання вночі робили чорними. Деякі стверджують, що чорнили та сам клинок, що, втім, неправильно: чорнили низькоякісні клинки для консервації в арсеналах (заможні самураї консервували мечі в бочках з олією).
Піхви часто переробляли таким чином, що їх можна було використовувати як трубку для дихання під водою або духову зброю, таку картину можливо побачити у фільмах.
Коли ніндзя треба було залізти на стіну, він притуляв до стіни меч або в піхвах упирав його в землю, вставав ногою на цубу і, таким чином, використовував меч як допоміжну драбинку. На завершення зброя затягувалась вверхи за ремінець, прикріплений до піхви.
Бульш оригінальним було застосування «прилад нічного бачення»: коли ніндзя потрапляв у темне приміщення, він використовував меч як зонд, щоб намацати супротивника й одразу його вбити. Для цього застосовувався наступний спосіб: ніндзя вішав піхви гирлом на вістря меча, при цьому ремінь від піхов утримувався в зубах. Як тільки він цим імпровізованим пристроєм натикався на супротивника, він відчував найслабший контакт — відпускав ремінець з рота, піхви зісковзували з клинка, і ніндзя міг одним рухом завдати удару.
Ніндзя не цурались отруювати свої мечі: клинки занурювали в суміш із кінського гною та крові. Поранення такою зброєю призводило до зараження крові, м'язових судом та смерті. Іноді клинки ховали в палиці мандрівників. Ця модифікація дозволяла ніндзя маскуватися під мандрівного ченця (комусо). Такі мечі були позбавлені цуби (гарди) і називалися сікомідзуе.